# Емер Шішманоглу
Емер Шішманоглу (тур. Ömer Şişmanoğlu, нар. 1 серпня 1989, Гамбург) — турецький футболіст німецького походження, нападник клубу «Бешикташ».
Виступав за молодіжну збірну Туреччини.

## Клубна кар'єра
Народився 1 серпня 1989 року в місті Гамбург. Вихованець юнацьких команд «Гамбург Тюркспорт», «Альтона 93», «Санкт-Паулі» та «Гамбург».
У дорослому футболі дебютував 2008 року виступами за команду клубу «Санкт-Паулі», в якій провів один сезон, взявши участь в 11 матчах чемпіонату. 
2009 року переїхав на історичну батьківщину, до Туреччини, уклавши контракт з місцевим «Кайсеріспор», за який відиграв три сезони, згодом протягом сзону грав за «Антальяспор».
Своєю грою за останню команду привернув увагу представників тренерського штабу клубу «Бешикташ», до складу якого приєднався 2013 року. Відіграв за стамбульську команду наступний сезон своєї ігрової кар'єри, так і не ставши гравцем основного складу (10 ігор і 2 голи у чемпіонаті за сезон).
Тож протягом 2014—2016 років грав по орендах, захищав за цей час кольори клубів «Ескішехірспор», «Коньяспор» та «Антальяспор».
Влітку 2016 року повернувся до «Бешикташа».

## Виступи за збірні
Протягом 2009–2011 років залучався до складу молодіжної збірної Туреччини. На молодіжному рівні зіграв у 9 офіційних матчах, забив 1 гол.